# 裝甲擲彈兵旅
裝甲擲彈兵旅（德語：Panzergrenadier-Brigade）是第二次世界大戰期間德國裝甲擲彈兵的旅級部隊。

## 編制

### 國防軍陸軍
第1至第20裝甲擲彈兵旅，第22-24裝甲擲彈兵旅，第26裝甲擲彈兵旅。這24個旅是隸屬於相同番號之裝甲師，在1943年後這些旅的旅部都被解編。

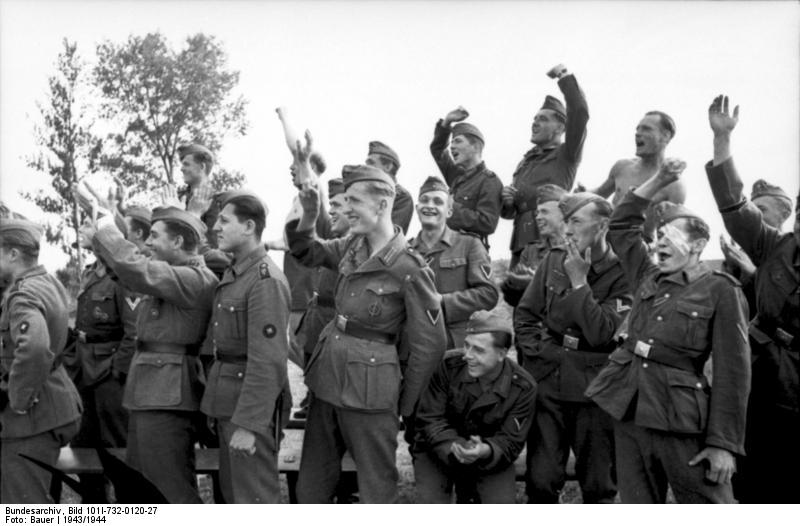
1942年元首擲彈兵旅的成員

- 第92裝甲擲彈兵旅 （92. Panzergrenadier-Brigade）
- 第190裝甲擲彈兵旅 （190. Panzergrenadier-Brigade）
- 元首護衛旅 （Führer-Begleit-Brigade）
- 元首擲彈兵旅 （Führer-Grenadier-Brigade）

### 武裝親衛隊
- 親衛隊第4裝甲擲彈兵旅“尼德蘭” （SS Division Nederland SS-Panzergrenadier-Brigade Nederland）
- 親衛隊第49裝甲擲彈兵旅 （49. SS-Panzergrenadier-Brigade）
- 親衛隊第51裝甲擲彈兵旅 （51. SS-Panzergrenadier-Brigade）

相當於親衛隊裝甲擲彈兵旅的突擊旅：
- 親衛隊第5突擊旅“華隆” （28th SS Volunteer Grenadier Division Wallonien SS-Sturm-Brigade Wallonien (5)）
- 親衛隊第6突擊旅“朗格馬克” （27th SS Volunteer Grenadier Division Langemarck 1st Flemish SS-Sturm-Brigade Langemarck (6)）
- 親衛隊突擊旅“帝國元首” （SS-Sturm-Brigade Reichsführer-SS）